# Parlamentswahl in Syrien 2007
Die Parlamentswahlen in Syrien 2007 wurden am 22. April 2007 abgehalten.
Die regierende Baath-Partei erhielt mit 134 von 250 Sitzen im Volksrat eine absolute Mehrheit, zusammen mit verbündeten Parteien in der Nationalen Fortschrittsfront sowie Unabhängigen eine Zweidrittelmehrheit.
Die Sitzzahl der Parteien von der Nationalen Fortschrittsfront erhöhte sich von 167 auf 169, während die Sitzzahl der unabhängigen Kandidaten von 83 auf 81 sank.
Die Wahl wurde von der Opposition im Exil boykottiert und als manipuliert sowie als „Farce“ bezeichnet.

## Modalitäten
Die Zahl der Kandidateneinträge zur Parlamentswahl erreichte zum Einsendeschluss 9.770, von denen 2.293 angenommen wurden, darunter 158 Frauen. Die Kandidaten traten um 250 Sitze an, welche unter den 14 Governoraten Syrien wie folgt aufgeteilt sind:

Sitzverteilung:
Nationale Fortschrittsfront, 169 Sitze
Unabhängige, 81 Sitze

| Governorat   | Sitze | Anteil |
| ------------ | ----- | ------ |
| Damaskus     | 29    | 11,6 % |
| Rif Dimaschq | 19    | 7,6 %  |
| Quneitra     | 5     | 2 %    |
| Daraa        | 10    | 4 %    |
| as-Suwaidā'  | 6     | 2,4 %  |
| Homs         | 23    | 9,2 %  |
| Tartous      | 13    | 5,2 %  |
| Latakia      | 17    | 6,8 %  |
| Hama         | 22    | 8,8 %  |
| Idlib        | 18    | 7,2 %  |
| Aleppo       | 52    | 20,8 % |
| ar Raqqah    | 8     | 3,2 %  |
| Deir ez-Zor  | 14    | 5,6 %  |
| al-Hasakah   | 14    | 5,6 %  |

## Ergebnisse
Etwa 56,12 % der 11,96 Millionen Wähler gaben ihre Stimmen ab, und 30 weibliche Kandidaten wurden ins Parlament gewählt, genauso viele wie 2003.
| Nationale Progressive Front                                                                 | 169 |     |
| - Arabisch-Sozialistische Baath-Partei                                                      | 169 | 134 |
| - Arabische Sozialistische Union                                                            | 169 | 8   |
| - Sozialistische Unionisten (al-wahdawiyyun al-ischtirakiyyun)                              | 169 | 6   |
| - Syrische Kommunistische Partei - Bakdasch (Wisal-Farha-Bakdasch-Fraktion)                 | 169 | 5   |
| - Demokratisch-Sozialistische Unionistenpartei (Hizb al-wahdawi al-ischtiraki ad-dimuqrati) | 169 | 4   |
| - Arabische Sozialistische Bewegung                                                         | 169 | 3   |
| - Syrische Kommunistische Partei - vereint (Yusuf-Faisal-Fraktion)                          | 169 | 3   |
| - Bewegung Nationaler Pakt (Harakat al-ʿahd al-watani)                                      | 169 | 3   |
| - Syrische Soziale Nationalistische Partei                                                  | 169 | 2   |
| - Arabisch-Demokratische Unionistenpartei (Hizb al-ittihad al-ʿarabi ad-dimuqrati)          | 169 | 1   |
| - Sozialdemokratische Unionisten (al-wahdawiyyun ad-dimuqratiyyun al-idschtimaʿiyyun)       | 169 | 0   |
| Fraktionslose                                                                               | 81  | 81  |
| Gesamt (Wahlbeteiligung 56,12 %)                                                            | 250 | 250 |
| Quelle:                                                                                     |     |     |